# (53843) Antjiekrog
(53843) Antjiekrog ist ein Asteroid des Hauptgürtels, der am 30. März 2000 von Astronomen des Osservatorio Colleverde di Guidonia (IAU-Code 596) in Guidonia Montecelio in der Provinz Rom  entdeckt wurde.
Der Asteroid wurde am 12. Januar 2017 nach der südafrikanischen Autorin, Lyrikerin und Journalistin Antjie Krog (* 1952) benannt.